# Mercedes-Benz Truck Racing
Mercedes-Benz Truck Racing (MBTR) es un simulador de carreras desarrollado por Synetic y publicado por THQ. El juego fue lanzado para Microsoft Windows en el 2000. El desarrollo se llevó a cabo en cooperación con Daimler AG, una empresa que fabrica automóviles de la marca Mercedes-Benz.
Más tarde, en 2003, Synetic desarrolló otro juego centrado en autos de Mercedes-Benz, Mercedes-Benz World Racing. Este juego utiliza una versión significativamente mejorada del motor de juego en el que se basa Mercedes-Benz Truck Racing.

## Jugabilidad
Mercedes-Benz Truck Racing es un simulador de carreras con licencia de camiones de la marca Mercedes-Benz. Al desarrollar el juego, se prestó especial atención al modelo físico correcto de los vehículos y al sistema de daños; los vehículos se modelan a partir de prototipos reales.
Alternativamente, pasando varias etapas de carreras en el campeonato, el jugador "desbloquea" camiones previamente inaccesibles. Las pistas son carreras reales de estadio.
La conducción se lleva a cabo utilizando el teclado, también cuenta con soporte para volante.

## Recepción
El juego ha recibido críticas positivas. Por ejemplo, las publicaciones de JeuxVideoPC.com y Jeuxvideo.com calificaron el juego con un 75% de un 100%; una puntuación más baja, 6 de cada 10, calificó el juego según el sitio web Gamekult.
La puntuación del 80% para Mercedes-Benz Truck Racing de PC Games Germany y PC Player Germany. GameStar y Gamesmania dieron las puntuaciones más altas según las puntuaciones de MobyRank: 86% y 88%.
El conocido sitio de juegos Absolute Games también apreció Mercedes-Benz Truck Racing y recibió el 85% del 100%. El autor de la revisión señala la alta calidad de gráficos 3D, modelo de física realista e interesante juego ("en términos de interés en los juegos, MBTR puede satisfacer las necesidades del público más exigente"). El veredicto se resumió con las palabras: “Tómalo, juega, enloquece. Con la completa ausencia de competencia, los muchachos de Synetic han demostrado que solo hay un guerrero en el campo".
El puntaje promedio de acuerdo con la calificación MobyRank un 79% de 100%.